# Irouléguy (wijn)

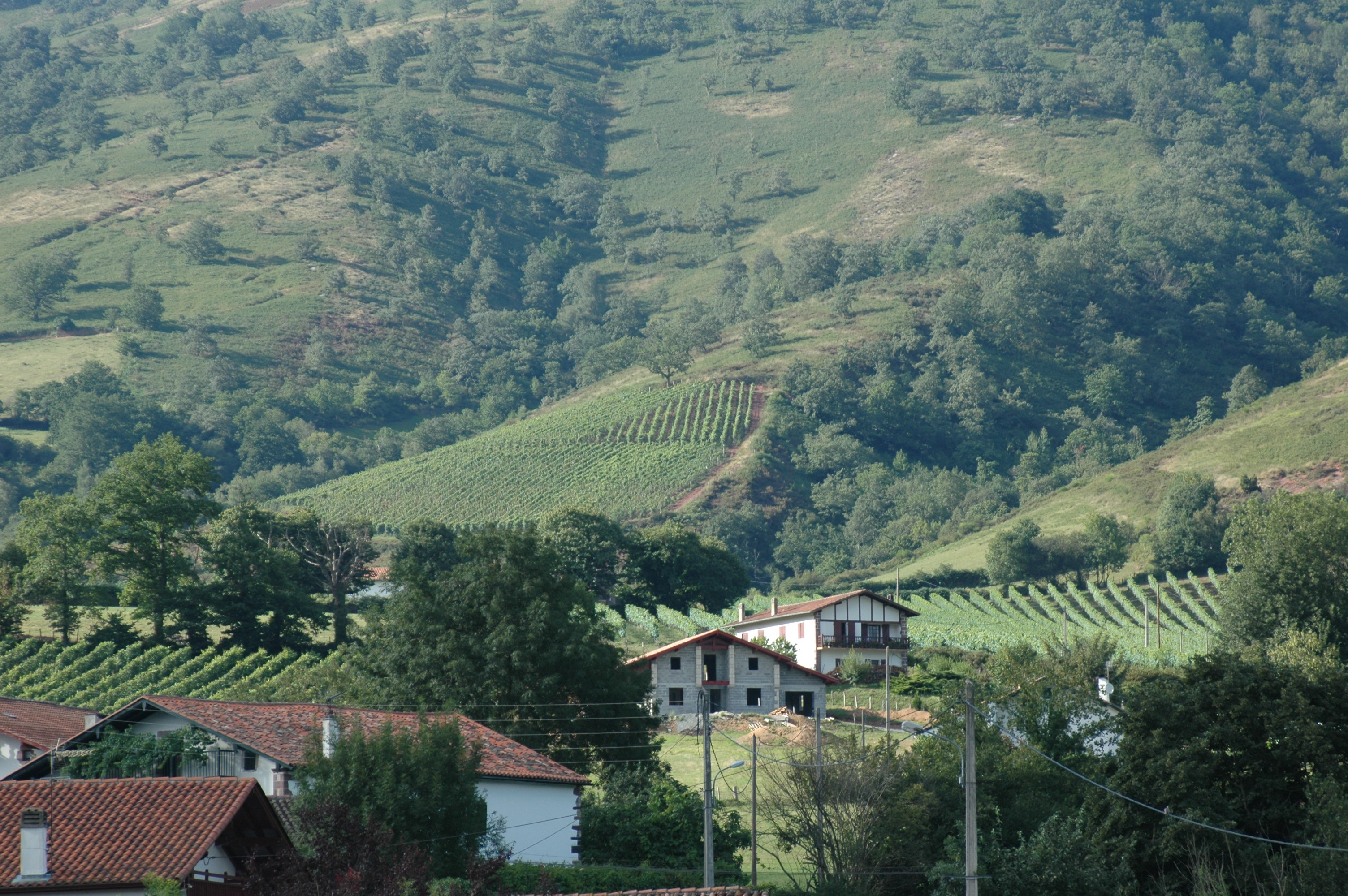
Wijngaarden te Irouleguy

Irouléguy is een wijn met een AOC-status die komt uit de gelijknamige gemeente in Frans-Baskenland.
Irouleguy is een klein dorp waar nagenoeg alle wijngaarden tegen steile berghellingen aanliggen en bewerkingen handmatig worden uitgevoerd. Het wijnbouwareaal is ongeveer 100 hectare. De rode wijnen zijn krachtig en worden vooral gemaakt van de druif Tannat. Daarnaast zijn Cabernet franc en Cabernet sauvignon toegestaan alsmede Merlot. De witte wijnen worden voornamelijk van Petit- en Gros manseng gemaakt.
In Irouléguy zijn de zomers warm en de winters gematigd zonder noemenswaardige vorst door de invloed van de Atlantische oceaan en warme winden uit het zeer nabij gelegen Spanje. De wijnen uit Irouléguy lijken enigszins op de wijnen uit Madiran, maar Irouléguy kenmerkt zich door meer frisheid en mineraliteit.

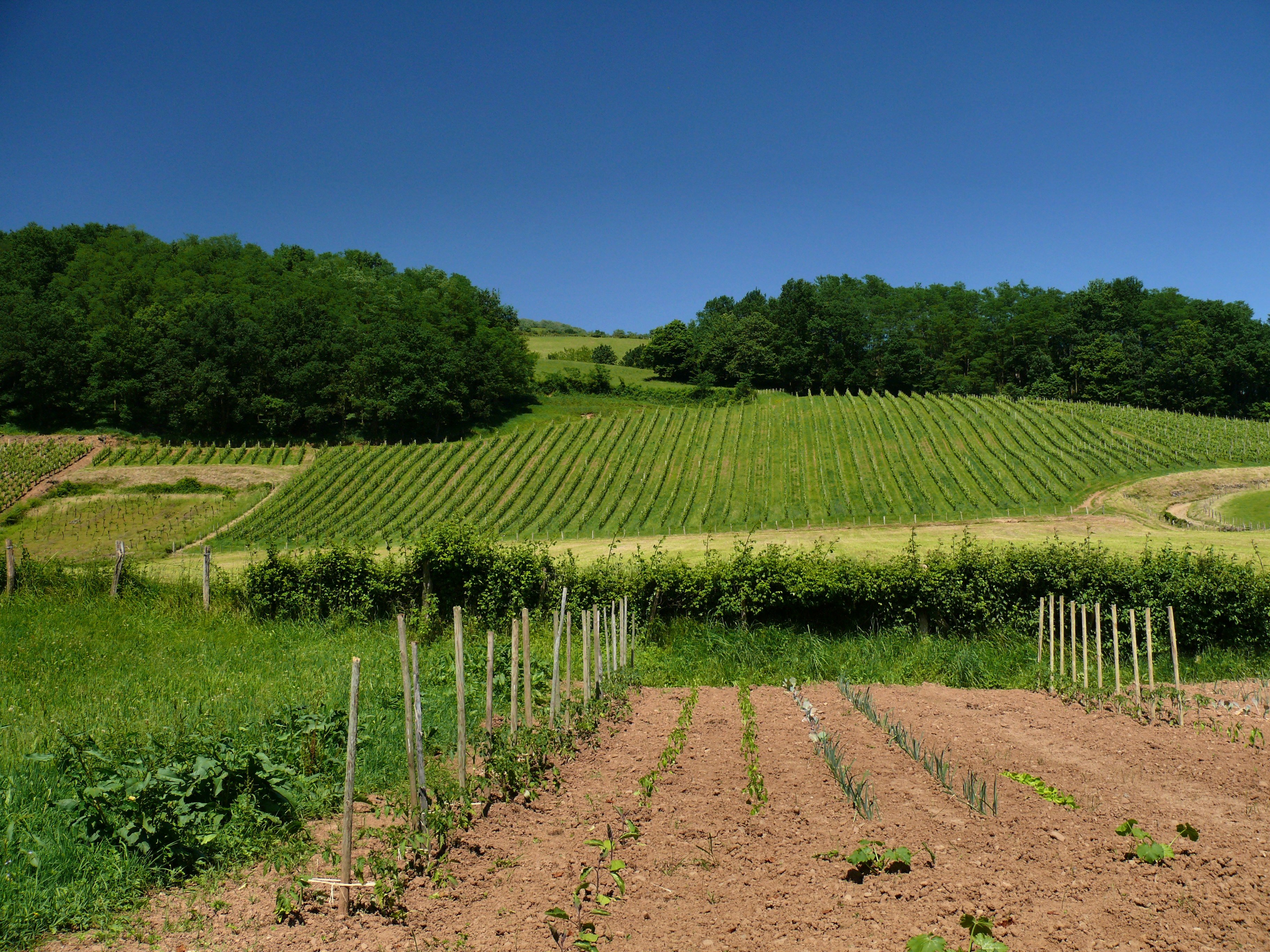
Irouléguy
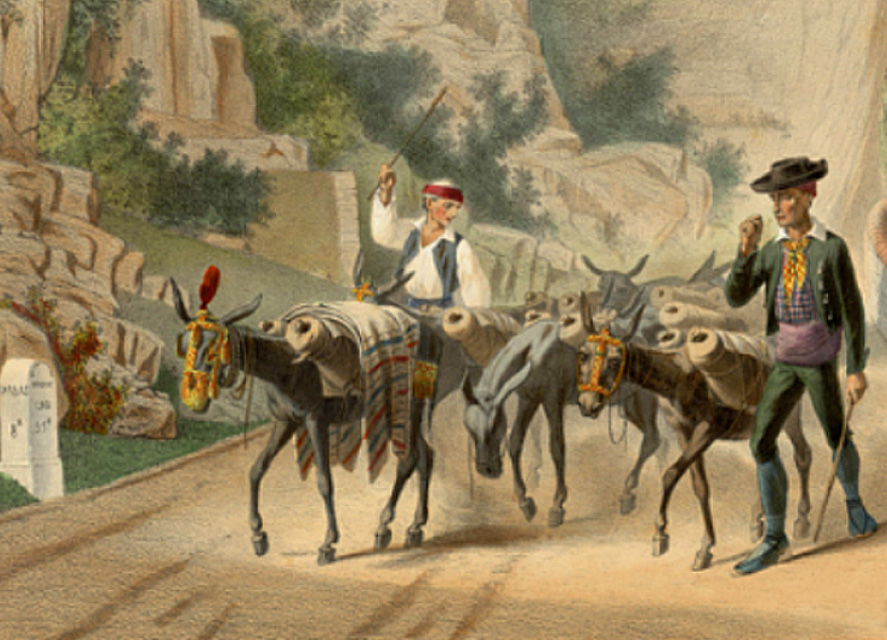
In vroeger tijd vond het wijntransport plaats per ezel
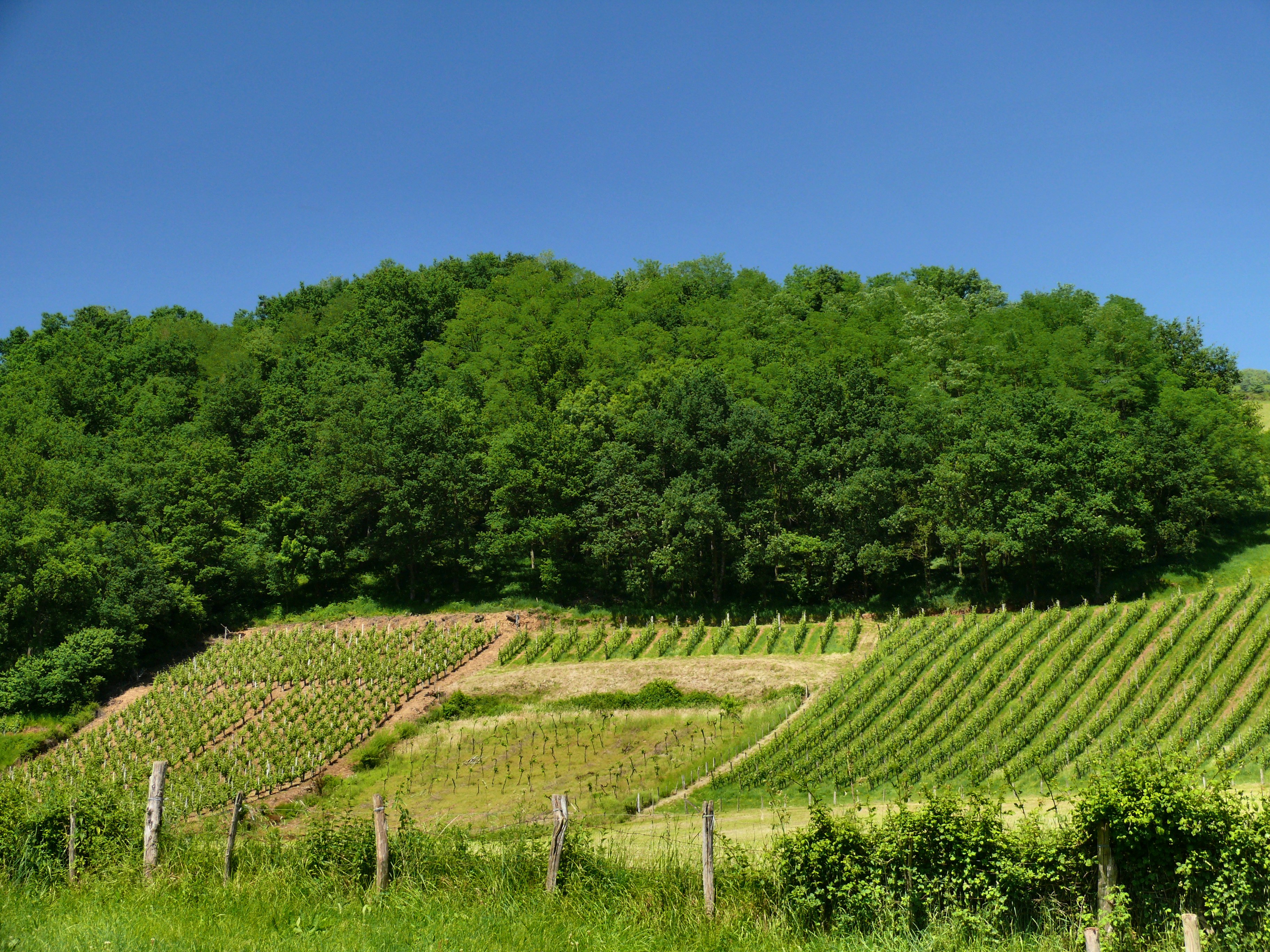
Wijngaarden te Irouléguy
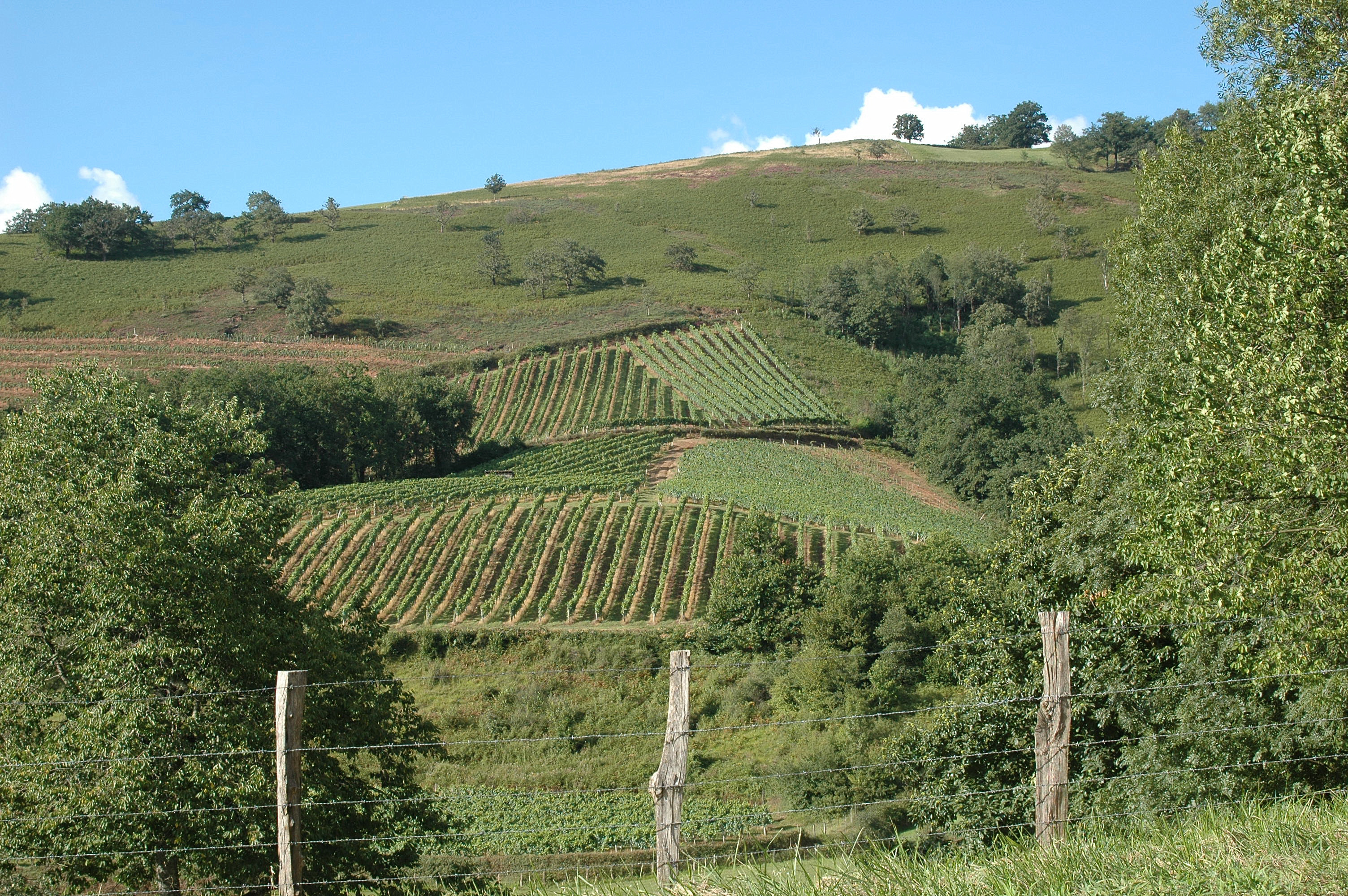
Saint-Étienne-de-Baïgorry
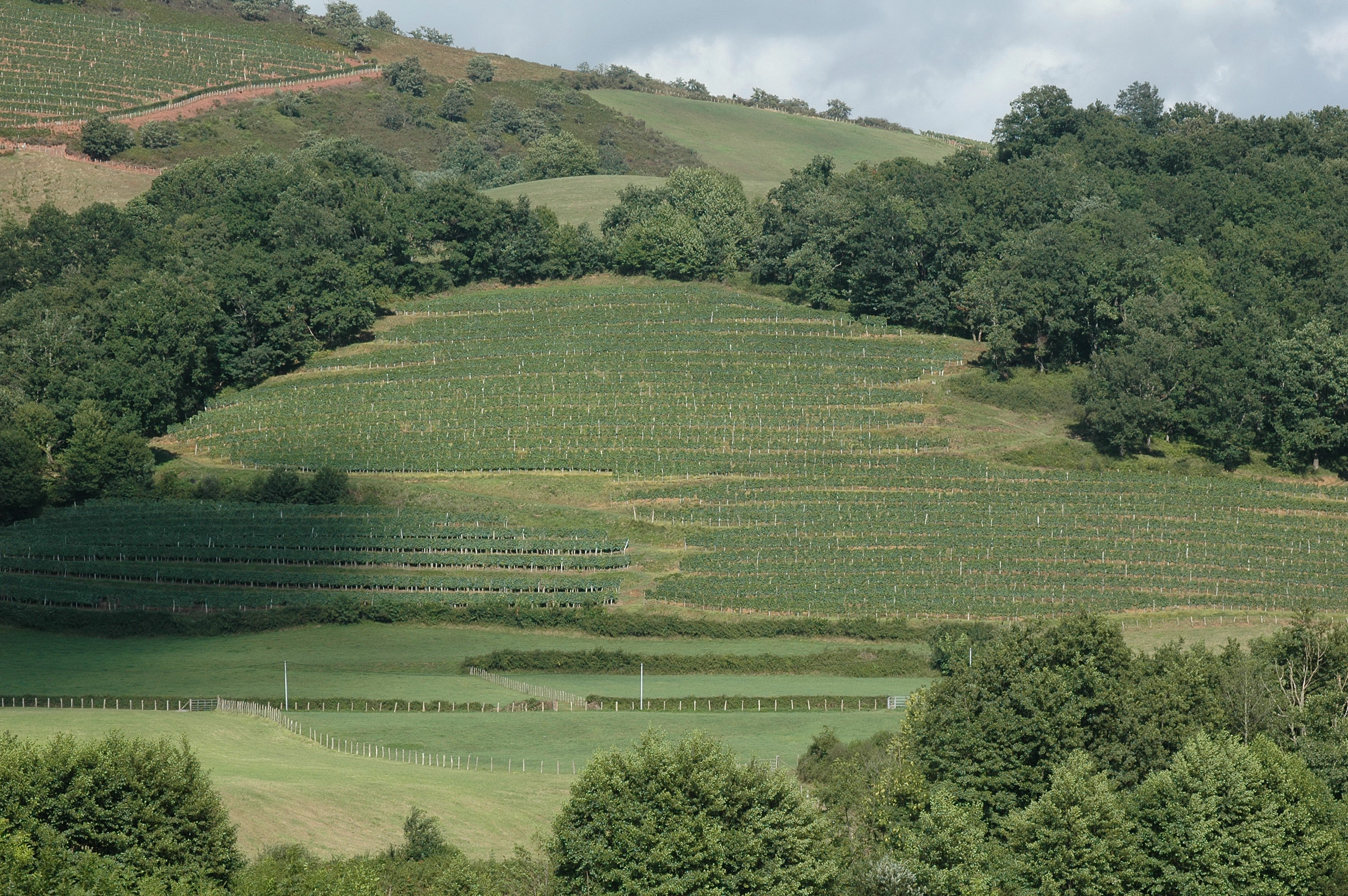
Saint-Étienne-de-Baïgorry